# Buch (Zwaben)
Buch is een gemeente in de Duitse deelstaat Beieren, en maakt deel uit van het Landkreis Neu-Ulm.
Buch telt 4.100 inwoners.
Altenstadt ·
Bellenberg ·
Buch ·
Elchingen ·
Holzheim ·
Illertissen ·
Kellmünz a.d.Iller ·
Nersingen ·
Neu-Ulm ·
Oberroth ·
Osterberg ·
Pfaffenhofen a.d.Roth ·
Roggenburg ·
Senden ·
Unterroth ·
Vöhringen ·
Weißenhorn